# لول محمد شوا
لول محمد شوا (15 يونيو 1939–15 سبتمبر 2019) هو سياسي تشادي،وعضو في حزب التجمع للديمقراطية والتقدم،شغل منصب رئيس تشاد في صفة مؤقتة من 29 أبريل 1979 حتى 3 سبتمبر 1979.

## حياته
وُلِدَ في مدينة ماو في أفريقيا الاستوائية الفرنسية في 15 يونيو 1939،وهو من شعب كانيمبو،تولى السلطة بعد الحرب الأهلية التشادية الأولى،التي أدت إلى الإطاحة بفرنسوا تومبالباي،وبعد ذلك تولى كوكوني عويدي القيادة،ولكن في 29 أبريل 1979 تم تعيينه رئيسًا للبلاد ولكن في 3 سبتمبر 1979 تم عزله من السلطة.
في يونيو 1996،أجريت الانتخابات الرئاسية،وفاز بها إدريس ديبي،وأما هو تحصل على 5.93 من الأصوات.
شغل منصب وزير النقل في عهد الرئيس حسين حبري،من 1982 حتى 1985،وذلك بعد عودته من المنفى في باريس سنة 1979،وبعد الإطاحة بحسين حبري من قبل إدريس ديبي،وعندما شرع في أحزاب المعارضة سنة 1992،والتي كان أحدها حزب التجمع للديمقراطية والتقدم في منطقة كانم،عقد مؤتمر وطني،والذي سعى إلى إجراء انتخابات رئاسية.
وفي 16 فبراير 2019،أعلنت الحكومة أنه في الإقامة الجبرية.